# 폼페이: 최후의 날 (영화)
《폼페이: 최후의 날》(영어: Pompeii)은 2014년 공개된 미국의 영화이다.

## 출연
- 키트 해링턴 - 마일로 역
- 에밀리 브라우닝 - 카시아 역
- 키퍼 서덜랜드 - 코르부스 역
- 캐리앤 모스 - 아우렐리아 역
- 애디왈레이 애키누에이 아그바예 - 애티커스 역
- 제시카 루커스 - 애리어든 역
- 재러드 해리스 - 루크레셔 역
- 커리 그레이엄 - 벨라토르 역
- 멜랜다 블랙쏜 - 셀틱 여인 역
- 레베카 이디 - 마일로의 어머니 역
- 사샤 로이즈 - 프로쿨로스 역
- 쟝 프레네트 - 노예상인장 역
- 조 핑그 - 그라이쿠스 역
- 론 케넬 - 족제비 역
- 달미르 아부제이드 - 펠릭스 역
- 엠마누엘 카봉고 - 아프리칸 검투사 역
- 브록 존슨 - 플래시백 백인대장 역